# Guillermo Márquez
Guillermo Márquez, detto Memo (Ciudad Juárez, 20 giugno 1951), è un ex cestista messicano.

## Carriera
Con il Messico ha disputato i Campionati mondiali del 1974 e i Campionati americani del 1980.